# Thujene
Thujene (o α-thujene) es un compuesto orgánico natural clasificado como un monoterpeno.  Se encuentra en los aceites esenciales de una variedad de plantas, y contribuye  al sabor de algunas hierbas tales como Satureja hortensis.
El término thujene, en general se refiere a α-thujene. Un doble enlace menos conocido que químicamente relacionado con dos isómeros se conoce como β-thujene (o 2-thujene). Otro isómero de doble enlace se conoce como sabineno.